# Orthopool

In de projectieve meetkunde is de orthopool van een lijn ten opzichte van een driehoek een punt dat met de onderstaande definitie kan worden geconstrueerd. De naam is door J Neuberg geïntroduceerd.

## Definitie
Gegeven ΔABC en de lijn {\displaystyle \ell }. De loodlijnen uit A, B en C op {\displaystyle \ell } snijden {\displaystyle \ell } in A', B' en C'. De lijnen door A' loodrecht op BC, door B' loodrecht op AC en door C' loodrecht op AB gaan door een punt. Dit punt is de bedoelde orthopool.

## Eigenschappen
- De orthopool van {\displaystyle \ell } ligt op de rechte van Wallace loodrecht op {\displaystyle \ell }.
- Snijdt {\displaystyle \ell } de omgeschreven cirkel, dan ligt de orthopool op de twee rechten van Wallace van de snijpunten van {\displaystyle \ell } met de omgeschreven cirkel.
- De orthopool van een lijn door het middelpunt van de omgeschreven cirkel ligt op de negenpuntscirkel. Iedere voetpuntscirkel van een punt op een dergelijke lijn gaat door de orthopool.
- De orthopolen van de lijnen van een volledige vierhoek ten opzichte van de driehoeken gevormd door de andere drie liggen op een lijn.
- De orthopolen van een lijn ten opzichte van de vier driehoeken die kan worden gevormd met hoekpunten van een vierhoek liggen op een lijn.
- De orthopolen van een lijn ten opzichte van de vier driehoeken die kan worden gevormd met zijden uit een volledige vierzijde liggen op een lijn.
- De macht van de orthopool van {\displaystyle \ell } ten opzichte van voetpuntscirkels van punten P op {\displaystyle \ell } is constant. Dit is de stelling van Lemoyne.